# Hitto de Frisinga

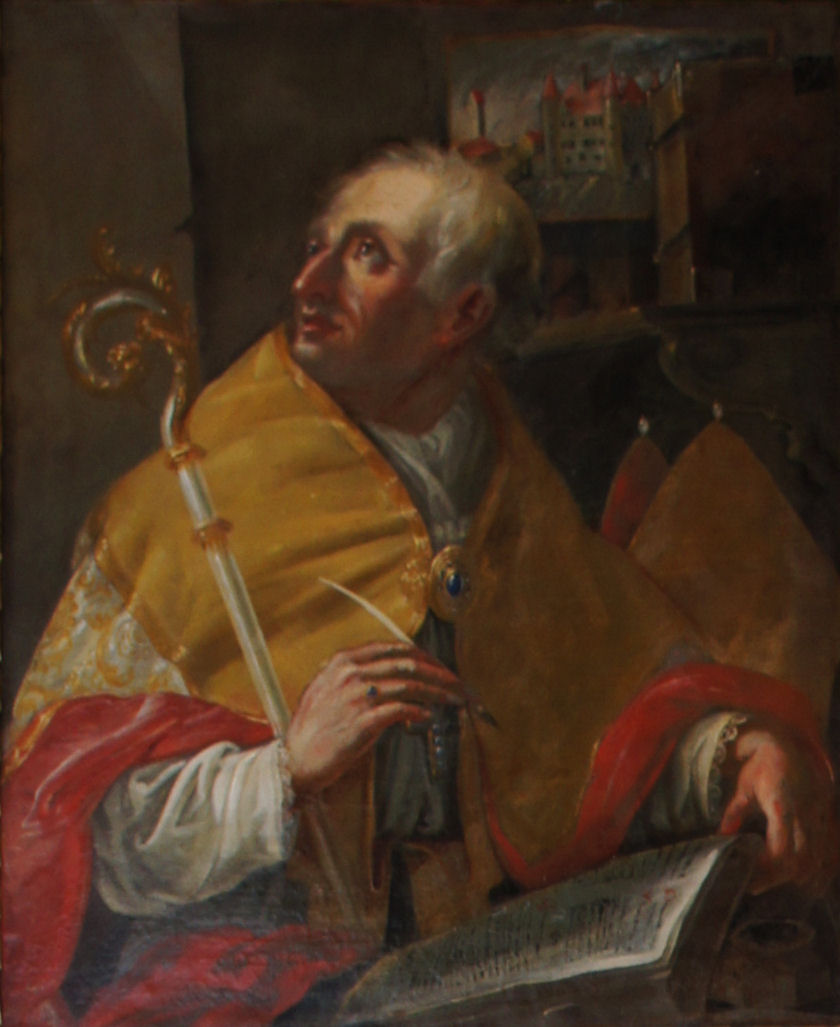
Pintura retrato de Hitto, obispo de Freising.

Hitto de Frisinga († 835) fue el sexto obispo de Frisinga, desde la muerte de su antecesor y pariente Atto de Frisinga en 811 hasta su muerte en 835.

## Biografía
Hitto, como sus antecesores en la sede frisingense Arbeo y Atto de Frisinga, fue un miembro destacado de los huosi, un clan bávaro del más antiguo abolengo o Uradel. A finales del siglo VIII (sus primeros registros aparecen en 794) fue diácono de la Catedral de Frisinga, siendo citado a menudo como testigo en actos jurídicos notariales. Aparece mencionado por primera vez como obispo de Frisinga en el año 812, aunque su predecesor, Atto, murió más de un año antes.
Durante su mandato como obispo, el monje y notario Kozroh presentó el primer Libro de Tradiciones de Frisinga, que recoge los usos litúrgicos de la diócesis recopilados desde el año 744. Hitto impulsó grandemente los trabajos del scriptorium de la Biblioteca de la catedral de Frisinga fundada por Arbeo de Frisinga: cuando accedió al cargo había ya realizados alrededor de 40 códices y más de 300 documentos a su muerte.
Hitto consiguió la codiciada supremacía de los obispos sobre muchos monasterios del Obispado de Frisinga que anteriormente eran autónomos debido a que su fundación y estatutos se debían a miembros de familias nobles, es decir, sus patronos o Vögte: fue el caso del Monasterio de Schliersee en 817, de la Abadía de Schäftlarn en 821 o 828 y de la Abadía de Innichen en 822. Alrededor del año 830 Hitto fue el fundador de la Abadía de Weihenstephan, sobre una colina cercana a la ciudad de Frisinga. A raíz de una antigua tradición, Hitto realizó su viaje de peregrinación a Roma en el año 834, para visitar al Papa Gregorio IV, del que consiguió de las reliquias de San Justino y las trajo a la Catedral de Frisinga.
Hitto está enterrado en la cripta románica de la Catedral de Frisinga, donde se conserva su sarcófago. Su sobrino Ercamberto se convirtió en su sucesor en el Obispado de Frisinga.